# Santa Croce del Sannio
Santa Croce del Sannio là một đô thị ở tỉnh Benevento trong vùng Campania, có vị trí khoảng 70 km về phía đông bắc của Napoli và khoảng 30 km về phía bắc của Benevento.
Santa Croce del Sannio giáp các đô thị: Castelpagano, Cercemaggiore, Circello, Morcone.